# بیدوییه (درختنگان)
بیدوییه روستایی در دهستان درختنگان بخش مرکزی شهرستان کرمان استان کرمان ایران است.

## جمعیت
بر پایه سرشماری عمومی نفوس و مسکن در سال ۱۳۹۵ جمعیت این مکان ۱۴۵ نفر (۶۱خانوار) بوده‌است.